# Трансформерси (1984—1987)
Трансформерси (енгл. The Transformers) је прва икада емитована цртана серија у свету Трансформерса, робота који су имали свест и осећања и поседовали су могућност трансформације у разне облике попут аутомобила, авиона или животиња. Радња серије се врти око рата две фракције Трансформерса: херојских Аутобота и злих Десептикона.
Серија, као и стрипови, је настала ради популарисања нове Трансформерс линије играчака, које су продавале фирме Хасбро у САД и остаку света и Такара у Јапану.
Термин Генерација 1 се углавном односи на америчких 98 епизода и дугометражни филм Трансформерси, мада су се нове епизоде наставиле приказивати у Јапану и након завршетка оригиналне серије. Сам термин је наденут ретроактивно након избацивања Генерације 2 линије играчака.
Серија се током 1991. године приказивала у Југославији на првом програму РТБ синхронизована на српски језик, у термину суботом од 14 часова.

## Продукција
Године 1982, јапански произвођач играчака Такара представља Дајаклон серију коју су у почетку само чинили аутомобили (Car Robos: будући Оптимус Прајм, Ултра Магнус и већи аутобомили), а од 1983. им се придружују авиони (Jet Robos; будући Старскрим и Тандеркрекер), троструке претвараче (Triple Changers; будући Блицвинг и никада искоришћена играчка авион/хеликоптер, касније назван Фјумс (енгл. Fumes) у стриповима из 2002. године), конструктороботи (Constructor Robos; будући Конструктикони). Исте године Такара покреће нову серију Микромен у коју спадају будући Мегатрон (Gun Robo), будући Рамбл, Ласербик, Ревиџ (MicroCassette Robos), будући Саундвејв (Cassette Man), будући Рефлектор (Camera Robo) будући Бамблби, Клифџампер, Брон и други миниаутомобили (Mini CAR Robos), будући Перцептор (Microscope Robo).
Године 1983, Хасбро је затражио лиценцу од Такаре ради продавања Такарине серије играчака Дајаклон и Микромен у САД. Хасбро је, претходно лиценцирајући још играчака од других јапанских произвођача (на пример од Бандаија лиценцира Џетфајера-иначе Валкира ловац из Роботекa, што је створило проблеме око лиценцирања када је Роботек почео да се емитује, Делукс Аутомобиле, Делукс Инсектиконе; Омегу Суприма и Скај Линкса од Тојбокса) решио да обједини Дајаклон и Микромен линије за америчко тржиште и дао јој име Трансформерс.
Године 1984, Хасбро је замолио Марвел Комикс да смисли причу за стрипове и цртану серију због промотивних разлога. Марвелов главни уредник Џим Шутер је осмислио грубу причу (Аутоботи против Десептикона), уредник Денис О’Нил ју је даље развио и смислио је нека имена (Оптимус Прајм), а писац Боб Будијански је смислио остала имена и написао профиле карактера. Исте године Марвел и Санбоу раде на цртаној серији; дизајнер Флоро Дири упрошћава дизајне ликова и даје им више људски изглед. Јапански Студио Окс касније даље упрошћава дизајн ликова. У јулу 1984. почиње да се издаје први број Марвелових Трансформерс стрипова; оригинално планиран као серијал од 4 броја, стрип је потрајао 80 бројева, не рачунајући сестринске наслове које је урадио британски Марвел, чиме се број стрипова повећава на 332.
Септебра 1984. прве три пилот-епизоде се емитују у САД (продуцент је Нелсон Шин, а анимирао их је јапански студио Тоеи Анимејшн); прича цртане серије се драстично разликују од радње Марвелових стрипова. Цртана серија тренутно постаје велики мулти-медијски феномен у САД. На крају године Хасбро почиње да развија сценарио за филм заснованом на цртаној серији. Флоро Дери дизајнира нове ликове, који су касније израђене и као играчке без Такарине помоћи (изузев Ултра Магнуса). 1985. Такара престаје да продаје Дајаклон и Микроман играчке у корист успешније Трансформерс серије. Касније ће Такара одвести Трансформерсе у други смер, почевши од Хедмастерса, који су касније пратили Супер Гад Мастерфорс, Победа, Зона, итд.

## Прича
Пре неколико милиона година, на планети Киботрон је постојао живот. Настањивали су је интелигентни роботи који су имали осећања То су били Трансформерди, подељени на Аутоботе и Десептиконе. Брутални Десептикони су имали само један циљ – тоталну надмоћ. Тако је почео рат између добра и зла на Кибертрону, уништавајући планету некада богату изворима енергије. Тим Аутобота под вођством Оптимуса Прајма креће у свемир у потрагу за енергијом, али их пресрећу Десептикони под Мегатроновом командом и упадају на Аутоботски свемирски брод-Барку (енгл. Ark). Аутоботи и Десептикони заједно падају на Земљу и остају да леже непокретни наредних четири милиона година. 1984, вулканска ерупција активира бродски рачунар Телетран 1 који успешно поправљa и Десептиконе и Аутоботе, дајући им алтернативне облике земаљских возила и предмета.
Аутоботи и Десептикони, сада на Земљи, настављају свој рат још интезивније. Десептикони желе да исцрпе све ресурсе Земље, претварајући их у енергонске коцке за своје потребе, док се Аутоботи труде да их зауставе и заштите људску расу. Рат се могао скоро завршити тек што је почео, пошто су Десептикони стекли брзу надмоћ и успели су да саграде свемирску крстарицу којом би напустили Земљу, али их је спречила интервенција Аутобота.
Обе стране су стекле нове савезнике. Људи Спаркплаг Витвики и његов син Спајк Витвики су се удружили са Аутоботима, док се доктор Аркевил удружио са Десептиконима. Скајфајер и Инсектикони су, независно од главнине, већ били на Земљи. Нису само стари савезници увучени у рат; Аутоботи су направили Диноботе, а Десептикони су добили Конструктиконе.
Упркос све луђим покушајима, укључујући изградњу све снажнијих оружја, да измене историју путовањем кроз време и привремени успешан покушај да се привуче Киботрон до Земљине орбите, ниједна страна није имала значајнију предност. Ипак, у дугој трци Десептикони су успели да преузму вођство у рату, створивши свемирске мостове који су им омогућили да телепортују појединачне Трансформерсе до Киботрона и назад. Ово им је омогућило да освоје Киботрон, што им је дало велику предност током много година.
Све ово се променило 2005. када су Десептикони покренули изненадан напад на Град Аутобота на Земљи. Бројни Траснформерси су изгубили животе у бици за Град Аутобота, али су Десептикони одбијени захваљујући победи Оптимуса Прајма над Мегатроном, победе која је дошла по цену његовог живота.
Мегатрон и остали рањени Десептикони су избачени од стране јачих чланова тима, делимично захваљујући вечитој Старскримовој жељи да преотме место вође Десептикона од Мегатрона. Уникрон, џиновски Трансформерс величине планете их је нашао како плутају у свемиру и преобразио их у нове облике. Мегатрон, сада у облику Галватрона је послан да уништи аутоботски Амблем Вођства. Нови вођа Аутобота, Родимус Прајм је ипак успео да заустави Десептиконе. У својо првој бици као вођа, он је уништио Уникрона, повратио Киботрон за Аутоботе и избацио Галватрона у дубоки свемир.
Десептикони, без плана и са малим нивоом енергона су се повукли на спаљену планету Чар. Тамо су чекали све док Циклон није открио да је Галватрон само нестао. Након спасавања потпуно полуделог Галватрона, Десептикони су повратили и своје намере да униште Аутоботе и поврате Киботрон.
Ускоро су и Аутоботи и Десептикони открили да имају заједничког непријатеља. Тајанствена раса Квинтесона је смислила план за уништење и Аутобота и Десептикона. Родимус Прајм је открио да они уопште нису непознати Трансформерсима - наиме, Квинтесони су били творци првобитних Трансформерса. Киботрон је био квинтесонска фабрика пре него што је постао дом Трансформерса. Квинтесони су отишли толико далеко да у покушају да покоре Трансформерсе да су чак уништили и своју родну планету. На крају су Квинтесони, који су се ослањали на анализе вероватноће, спречени од стране сада одраслог Спајка, чије акције, за разлику од роботских Трансформерса, Квинтесони нису могли да предвиде.
Рат се наставио, само су овај пут Аутоботи контролисали Киботрон и имали предност. Рат се није више примарно водио на Земљи. Сада је цео свемир бојно поље.
Године 2006, болест знана као Пошаст Мржње је раширена по свемиру. Ова опака болест је заразила и жива бића и Трансформерсе, претећи да уништи све. Након што је њихов вођа Родимус Прајм заражен, Аутоботи су повратили Оптимуса Прајма који је успео да поврати Амблем Вођства од Родимуса Прајма и искористи га да искорени Пошаст Мржње, ицрпевши из Амблема сву моћ коју је поседовао.
Оптимус Прајм је повратио вођство над Аутоботима. Док су Десептикони настављају да представљају претњу миру, Оптимус Прајм тежи да се заувек одупре владавини Десептикона.

## Додатне секвенце

### Уводна секвенца
Уводне секвенце за прве три сезоне су биле потпуно различите, без употребе сцена из епизода и свака је имала своју верзију познате музичке теме Трансформерса. Као додатак, прича из треће сезоне Five Faces of Darkness је имала своје специјализоване уводне секвенце за свих пет делава, приказујући догађаје који су се доказали у тој мини-серији. Четврта сезона серије није имала никакву нову анимацију у својој уводној секвенци, већ је комбиновала делове из уводне секвенце треће сезоне и разних анимација из реклама за играчке из 1987, заједно са музичком темом треће сезоне. Речи уводнне секвенце су:
-{Transformers, more then meets the eye.

Autobots wage their batle

to destroy the evil forces of the Decepticons.

Transformers,

robots in disguise,

Transformers,

more then meets the eye,

Transformers.}-

### Одјавна секвенца
Као и уводне секвенце, одјавна секвенца са пописом заслужних за серију се мењала сваке сезоне. Међутим, ове секвенце су се били делови из сцена епизода из те сезоне.

### Транзициона сцена
Кратка секвенца је често коришћена за транзицију између сцена. Симбол или Аутобота или Десептикона су замењивани другим симболом (у неким случајевима, исти симбол би се појавио. Који симбол би се први појавио је зависио од фракције Трансформерса која је била приказана пре транзиције, и такође, други симбол је био за фракцију Трансформерса која ће бити приказана одмах након сцене транзиције.
Ова транзициона секвенца, која подсећа на ону из оригиналне серије Бетмен, је постала обележје серије. Она је коришћена кроз све четири сезоне серије.

### Мини докиментарци
Неколико мини-документараца је емитовано на крају неколико епизода из треће сезоне. Теме мини-документараца су биле:
- Детаљна историја Аутобота
- Детаљна историја Десептикона
- Детаљна историја Ултра Магнуса
- Прича о Предаконима, подклану Десептикона
- Историја Квинтесона
- Историја Трансформерса-касета
- Приче о градовима Трансформерса: Метроплексу и Триптикону

### Јавна саопштења
Пет предложених јавних саопштења је створено за другу сезону Трансформерса, али никада нису емитовани на телевизији (налазе се као бонус материјал на DVD) Ова јавна саопштења су заснована на јавним саопштењима која су направљена за серију Џи Ај Џо (које је текође продуцирао Санбоу Продакшн и такође је заснована на играчкама које је направио Хасбро). Оне су чак користиле фразу: и знајући да је средина битке, коју је популаризовала јавна саопштења Џи Ај Џоа. Ова јавна саопштења су укључивала:
- Бамблбијев савет деци да не беже од куће
- Трексa како хвата децу која краду кола
- Ред Алертa који подсећа да не носи рефлектујућа опрема када се вози бицикл ноћу
- Сиспреја који показује зашто је важно носити појасе за спасавање на крстарењу
- Пауерглајда који се бори против дискриминације полова

## Улоге
- Чарли Адлер – Силверболт
- Ерик Ајдл – Рек Гар (само у филму)
- Стив Бален – Серчлајт, Стрејф, Шуршот, Онслот
- Арлин Банас – Карли Витвики
- Артур Баргхарт – Девастатор
- Џеред Барклеј – Цереброс
- Кори Бартон – Спајк Витвицки, Брон, Шоквејв
- Мајкл Бел – Праул, Садјдсвајп, Свуп, Скрапер, Бомбшел, Брејнсторм, Фрстејд
- Грег Бергер – Скајфајер, Гримлок, Лонг Хол, Торк III, Аутбек
- Сузан Блу – Арси, Мариса Фернброн
- Френк Велкер – Мегатрон, Саундвејв, Рамбл, Френзи, Ласербик, Ревиџ, Мираж, Блејдс, Галватрон, Басов, Кроумдоум, Грув, Миксмастер, Ратбат, Скајворп, Слаџ, Стилџо, Суперион, Трејлбрејкер, Вили, Телетран 2
- Орсон Велс – Уникрон (само у филму)
- Бо Вивер – Октејн
- Ричард Гаутије – Хот Род, Родимус Прајм, Ејпфејс
- Рон Ганс – Дрегстрип
- Бред Герет – Триптикон
- Ден Гилвезан – Бамблби/Голдбаг, Хотспот, Аутбек, Ролбар, Снепдрегон
- Џој Грднић – Џесика Морган, Бони Карлон
- Линда Греј – Кромија, Таларија, Асторија Карлтон-Риц
- Бад Дејвис – Дирџ, Метроплекс, Предакинг
- Вокер Едмистон – Инферно
- Џек Ејнџел – Астротрејн, Омега Суприм, Рамџет, Ултра Магнус, Смоукскрин, Брејкдаун
- Маршал Ефрон – Хун-гар (глава #2)
- Пол Идинг – Персептор
- Роџер Кармел – Брутикус, Менасор, Мотормастер, Циклон, Уникрон, Квинтесон
- Виктор Кароли – наратор
- Кејси Кејсм – Клифџампер, Блустрик, доктор Арквил, Телетран 1
- Стефен Кинер – Фортрес Максимус, Хархед, Хун-Гар (глава #2), Мајндвајп, Скатершот, Шкорпонок
- Арон Кинсејд – Скајлинкс, доктор Марк Морган
- Филип Кларк – Деденд, Абдул Фархади
- Риџис Кордић – Менасор, Квинтесон
- Скетмен Кротерс – Џез
- Питер Кулен – Оптимус Прајм, Ајрохајд, Стритвајз, Вингспен
- Крис Лејта – Вилџек, Старскрим, Дефензор, Рефлектор, Скалкранчер, Спаркплаг Витвики
- Џо Лихи – Рејзоркло
- Морган Лофтинг – Фајерстар, Мунрејсер
- Дени Ман – Клаудрејкер, Фривеј, Лајтспид
- Мона Маршал – Арон, Хасан (принц Џамал), Луиса
- Теренц МекГоверн – Вајлдрајдер
- Џеф МекКеј – Фајерфлајт
- Мајкл МекКонахи – Космос, Трекс
- Дејвид Менденхал – Данијел
- Дон Месик – Гирс, Речет, Чистач
- Џон Мошита – Блур
- Џад Нелсон – Хот Род/Родимус Прајм (само у филму)
- Ленард Нимој – Галватрон (само у филму)
- Алан Опенхајмер – Бичкоумер, Брејкдаун, Сиспреј, Ворпат
- Тони Поп – А3/Рек-гар
- Хел Рејл – Пајпс, Шрапнел, Снарл, Скакозоид
- Роб Полсен – Еррејд, Чејс, Фастлејн, Слингшот, Хајвајер
- Клајв Ревил – Кикбек
- Питер Ринедеј – Грепл, лорд Чамли
- Нил Рос – Слег, Боункрашер, Хук, Спрингер, Поинтбленк, Сиксшот, Монзо, Торнедрон
- Кен Сансом – Хаунд, доктор Пол Гејтс
- Роберт Стак – Ултра Магнус (само у филму)
- Лајонел Стендер – Кап (само у филму)
- Џон Стефенсон – Алфа Трион (старији), Хафер, Кап, Тандеркрекер, Виндчарџер
- Рон Фејнберг – Хедстронг
- Лори Фејсо – Скајдајв, Дајвбомб, Ремпеџ, Орион Пакс
- Џони Хајмер – Хајбрау, Свиндл, Вортекс
- Мајкл Хортон – Чип Чејс
- Џон Хостетер – Ремхорн
- Џери Хаусер – Сендсторм
- Мајкл Чејн – Хоист, Пауерглајд, Ред Алерт, Скидс, Раул
- Милт Џејмин – Бластоф
- Тони Џејмс – Блот, Браул, Катрот, Спасма
- Ед Гилберт – Блицвинг, Суперион, Траст
- Бастер Џонс – Бластер
- Стен Џонс – Скурџ, Мисфајер, Паунс, Вирдвулф, Лорд Зарак
- С. Марк Џордан – Онслот
- Тед Шварц – Тејлгејт, Сверв

## Списак ликова

### Аутоботи
- Оптимус Прајм -Вођа Аутобота у прве две сезоне до дугометражног филма из 1986. Познат је по својој изразитој несебичности и вољи да свој живот ризикује зарад других. Његова смрт у филму је изазвала бурне реакције, услед чега је на крају треће сезоне враћен у живот. Трансформише се у стилизовани камион-полуприколичар, чија приколица садржи његов јонски бластер као и Ролера, аутономног дрона којег користи за извиђање и присуп неприступачним подручјима.
- Ајронхајд -Један од старијих Трансформерса у тиму и дугогодишњи пријатељ Оптимуса Прајма. Познат је по свом грубом ставу и константној жељи да се бори против Десептикона. Трансформише се у стилизовани Нисан Ванет комби.
- Речет -Доктор тима и један од мирољубивијих Аутобота. Ретко излази на бојно поље, само када ситуација то изричито налаже. Неретко има проблема са Вилџеком и његовим изумима, који веома често праве ршум. Трансформише се у Нисан Ванет амбулантни комби.
- Праул -Хладнокрвни стратег Аутобота који ретко кад одступа од правила. Услед тога је готово увек у сукобу са остатком Аутоботске поставе, који би да се он (бар понекада) опусти и уживи. Трансформише се у стилизовани Датсун 280Z полицијски ауто.
- Вилџек -Проналазач тима. Заслужан је за конструкцију свих 5 Динобота, као и многобројних проналазака који, међутим, умеју подједнако и да помогну и да одмогну тиму. Трансформише се у стилизовану Ланчу Стратос Турбо (његова бело-зелено-црвена колоршема потиче од боја Алиталије, која је спонзорисала Ланчин тим из ФИА Групе 5 током 80-их).
- Џез -Оптимусова десна рука и један од најопуштенијих Аутобота. Због његове заинтересованости за земаљску културу, поготово музику, лако се уклопио међу људе, па је самим тим Спајков најчешћи партнер после Бамблбија. Један је од тројице оригиналних Аутобота (са претходно-поменутим Бамблбијем и Клифџампером) који је преживео филм. Трансформише се у Порше 935 Турбо.
- Бамблби -Извиђач тима и један од најбржих Аутобота из прве сезоне. Свестан је своје слабости у борби, што га не спречава да буде и један од најхрабријих. Због његове пријатељске настројености према људима, Бамблби је постао Спајков чувар и његов главни партнер у борби. Пред крај серије, након што је повређен услед заразе Пошашћу Мржње, бива реформатиран у вођу Гасобота Голдбага. Трансформише се у жуту Фолксваген бубу.
- Клифџампер -Један од млађих чланова Аутобота. Познат је по својој изразитој импулсивности, до тачке да ће пре да крене сам у јуриш неголи да сачека остале. Служи као снајпериста тима услед његове вештине са пушком. Његов снајпер може да испаљује кристализациони гас, који може било који материјал да начини кртим као стакло. Трансформише се у екстремно стилизован (толико да више личи на Фолксваген бубу, услед чега су нове играчке обично префарбан Бамблби) Порше 924 Турбо.
- Сајдсвајп -Познат по свом хвалисању, Сајдсвајп је изразито уображен, сматрајући да је најспособнији у свему. Једини је члан посаде који може да контролисано лети до појаве Скајфајера, захваљујући његовом млазном ранцу. Трансформише се у Ламборгини Кунташ 500S као и његов брат, Санстрикер.
- Санстрикер -За разлику од свог брата, Санстрикер је још уображенији, до те мере да се чак ни са братом неретко не слаже. Један је од највештијих бораца у тиму, али његова тенденција да потцењује друге му се често обија o главу. Трансформише се у Ламборгини Кунташ 500S као и његов брат.
- Мираж -Један од најопаснијих Аутобота захваљујући његовом генератору невидљивости. Међутим, он је најподложнији издајству због тога што је био члан високе класе на Кибертрону. Трансформише се у Лижије LS11 Формула-1 болид, базиран на болиду Жака Лафита из сезона 1979. и 1980.
- Хаунд -Једини Аутобот који сматра да је Земља лепша планета од Кибертрона. Услед тога се веома брзо уклопио међу људе, због чега је био Спајков партнер у прве 3 епизоде серије. Његов генератор холограма је од изузетног значаја за Аутоботе, јер изазива пометњу међу Десептиконима. Трансформише се у стилизовани војни џип.
- Браун -Најјачи и најжилавији Аутобот у оригиналној постави. Задужен је за раyарање, што он здушно прихвата. Трансформише се у стилизовани Сузуки Џимни SJ20.
- Блустрик -Једини преживели из десептиконског разарања Праксуса, његовог родног града. Услед тога, Блустрик се максимално труди да изгледа што веселије не би ли прикрио трауму која га прати добар део његовог живота. Трансформише се у исти ауто као и Праул, само са другачијим изгледом.
- Трејлбрејкер -Шаљивџија у екипи. Захваљући његовом генератору штита, Трејлбрејкер има веома битно место у тиму - управо захваљујући његовом штиту Аутоботи могу да приступе подводним локацијама, као и да покрива повлачење према потреби. Трансформише се у Тојоту Хајлакс са кровном модификацијом.
- Гирс -Иако је носталгичан за Кибертроном и због тога не воли Земљу, Гирс није песимиста. Гирс контролише компримован ваздух услед чега може да лети, али не као Сајдсвајп. Трансформише се у пикап непознатог модела.
- Хафер -Познат је као вечито гунђало и песимиста. Међутим, његова позиција инжењера има великог значаја када нешто треба да се гради. Трансформише се у радни камион непознатог модела.
- Виндчарџер -Најбржи Аутобот у првобитној постави. Контролише електромагнетизам захваљујући пару магнета у његовим рукама. Брзину не може да одржи на дуже стазе, услед чега се често враћа из борбе тешко оштећен. Трансформише се у Понтијак Фајерберд Трансам.
- Диноботи -Прва уведена подфракција. Састоји се од 5 Трансформерса који се трансформишу у звериње модове диносауруса. Обично имају ниску интелигенцију, али то није увек случај. Сви Диноботи могу да бљују ватру; сем Свупа, сви су наоружани пушкама и енергонским мачевима.
  - Гримлок -Вођа Динобота. Своју групу води по правилу јачега, услед чега долази до неспоразума и са самим Оптимусом Прајмом. Говори налик на пећинског човека као и остали Диноботи; главна узречица му је "Ја Гримлок", а остатак изговара у инфинитиву. Трансформише се у механичког тираносауруса.
  - Слег -Најборбенији међу Диноботима, Слег је једини члан тима без икаквог морала и икаквог обзира шта уништава. Трансформише се у механичког трицератопса.
  - Слаџ -Најглупљи међу Диноботима. Слаџ је један од питомијих Динобота, управо зато што је свестан да није толико паметан. Трансформише се у механичког бронтосауруса.
  - Снарл -Најповученији међу Диноботима, који говори само кад затреба; без поговора прати Гримлокова наређења. Трансформише се у механичког стегосауруса.
  - Свуп -Најсимпатичнији и најпријатељскији настројен Динобот. Као једини летач у Гримлоковом тиму има критичну улогу у већини битака. Трансформише се у механичког птеранодона.
- Скајфајер -Транспорт Аутобота и једини са авиомодом до половине друге сезоне. Изразито је снажан и пријатељски настројен услед његовог порекла - он је био научник са Кибертрона који је био добар пријатељ Старскрима. Када је увидео шта су Десептикони заправо, одлучио је да се придружи Аутоботима. Трансформише се у стилизовани авион базиран на Валкири из Макроса/Роботека. Услед почетка емитовања Роботека годину дана након Трансформерса, избиле су правне компликације услед чега је Џетфајер преименован у Скајфајера и комплетно редизајниран да не личи на играчку. Упркос томе је брзо повучен из серије.
- Пауерглајд -Други Аутобот са авиомодом. Наоружан је термалним зраком, усред чега зна да по оружју није дорастао Старскриму и осталим десептиконским летачима. Због тога се труди да својом летачком вештином надјача Десептиконе. Трансформише се у А10 ловац-бомбардер.
- Ворпет -Први Аутобот у серији који се трансформише у војно возило уз Пауерглајда. Вечито је оран за борбу, толико да убацује ономатопеје као што су "БУМ! ТРАС!" у његов свакодневни говор. Трансформише се у М551А1 Шеридан лаки тенк.
- Инферно -Један од најпосвећенијих Аутобота и близак пријатељ Ред Алерту . Иако је пре свега на бојном пољу, Инферно је спреман да реагује и у ситуацијама које су погодне за његов алтернативни мод- Мицубиши Фусо ватрогасни камион.
- Ред Алерт -Иако је близак пријатељ Инферну, Ред Алерт је изузетно параноичан, толико да му је додељена функција безбедносног директора, која захтева савршенство. Трансформише се у исти ауто као и Сајдсвајп и Санстрикер у ватрогасној колоршеми.
- Трекс -Изузетно је нарцисоидан, услед чега Трекс зна само да држи до себе. Наоружан је заслепљујућим зраком. Трансформише се у Шевролет Корвету Стингреј.
- Грепл -Градитељ Аутобота који је посвећен свом задатку - да изгради све у милиметар. Може да лансира своје песнице за ракетни ударац. Често је спарен са Хоистом. Трансформише се у Мицубипи Фусо кран.
- Хојст -Механичар Аутобота, познат по својој пријатној нарави и мирном ставу. Трансформише се у вучну варијанту Тојоте Хајлакс.
- Бластер -Аутоботски комуникациони официр и еквивалент Саундвејва, који, слично Џезу, воли земаљску музику. Трансформише се у касетофон, који може да избацује његове Касетоботе :
  - Ривајнд -Велики љубитељ знања, услед чега говори у чињеницама, обично у формату "Да ли сте знали...?"
  - Иџект -Љубитељ спорта. Иако не говори у серији, накнадни материјал је успоставио да Иџект говори као спортски коментатор.
  - Стилџо -Ревиџов главни супарник. Роботски мод му је обликован као лав; служи као Бластеров главни шпијун.
  - Ремхорн -Касета која се трансформише у механичког носорога. Познат је по својој лошој нарави, услед чега служи као Бластеров нападач.
- Сиспреј -Једини Аутобот који има мод погодан за извиђање на води - стилизовани ховеркрафт.
- Персептор -Научник Аутобота, који може да поприми или мод микроскопа или мод тенка. Понекад има улогу Аутоботског снајперисте.
- Смоукскрин -Заводник и коцкар. Смоукскрин неретко вара не би ли осигурао победу у његово-или Аутоботско-име. Трансформише се у исти ауто као и Праул, са колоршемом базираној на Електрамотив варијанти која се такмичила у ИМСА ГТ шампионату средином 80-их.
- Бичкомбер -Поштоватељ природе који сматра да сва жива вића имају право на слободу и мир. Трансформише се у Ченаут М1040 Хелфајер баги.
- Космос -Јединствен међу поставом захваљујући његовом моду летећег тањира, Космос има улогу брзе доставке и извиђања. Међутим, та улога га неретко оставља усамљеним у свемиру.
- Омега Суприм -Највећи појединачни Аутобот из поставе до појаве Скајлинкса. Није претерано причљив; говори монотоно. Уме да буде дубоко дирнут својом улогом у рату. Трансформише се у 2 компоненте: Омегатенк (стилизовани тенк) и Омегалансер (стилизовано лансирно постројење).
- Женски Аутоботи -Група бораца покрета отпора против Шоквејвове владавине на Кибертрону. Ово је прво појављивање концепта пола међу Трансформерсима (дотле су сви Трансформерси имали искључиво мушке гласове, што је имплицирало да Трансформерси не познају пол као људи)
  - Елита 1 -Оптимусова девојка и вођа групе. Оригинално позната као Аријел, након Мегатроновог напада услед кога су она и њен момак Орион Пакс теже повређени, бива реформатирана од стране Алфа Триона у њен садашњи облик. Као и њен партнер, Елита је вођа и способан борац која је спремна да начини жртву када је то потребно.
  - Хромија -Елитина десна рука и Ајронхајдова девојка. Најхрабрији је члан тима и, као и њен момак, увек је спремна за битку.
  - Фајерстар -Члан тима специјализована за спасавање, као и Инфернова девојка. Веома је настројена ка практичности иако је то често избор ненаклоњен ситуацији.
  - Гринлајт -Научница тима која је претрпела лични губитак. Услед тога се прикључила Аутоботима и Елитином тиму.
  - Лансер -Најснажнија чланица тима, такође обучена да сарађује са Гринлајт.
  - Мунрејсер -Најмлађа чланица тима, која је помало импулсивна, а понекад и трапава. Без обзира на то, она служи као снајпериста Елитином тиму.
- Алфа Трион -Најстарији Трансформерс и мудрац са искуством. Још у време када је био познат под својом фабричком ознаком А3 повео је побуну која је збацила Квинтесоне и ослободила Кибертрон. У време дешавања серије чува суперкомпјутер Вектор Сигму , једини познат извор живота у виду нових искри на Кибертрону.
- Аероботи -Друга подфракција уведена у серију и одговор Аутобота на све већи број десептиконских комбинатора. Аероботски комбиновани робот је Суперион који није најефикаснији јер потискује личности појединачних чланова, што успорава његову реакцију.
  - Силверболт -Акрофобни вођа Аеробота којег страх спутава да постигне свој пун потенцијал. Трансформише се у Конкорд SST путнички млазњак и тело Супериона.
  - Еррејд -Најмлађи члан тима и неизмерни весељак који напада када му није време. Трансформише се у МекДонел Даглас Ф-15 Игл ловац и леву ногу Супериона.
  - Фајерфлајт -Вечити сањар који је увек радознао да спозна нове ствари. Трансформише се у МекДонел Даглас Ф-4 Фантом II ловац и десну руку Супериона.
  - Скајдајв -Најумнију члан тима који је више посвећен анализи него борби. Трансформише се у General Dynamics Ф-16 Фајтинг Фалкон ловац и десну ногу Супериона.
  - Слингшот -Најуображенији и неретко најгласнији члан Аеробота. Трансформише се у Бритиш Ероспејс Си Харијер ВТОЛ ловац и леву руку Супериона.
- Протектоботи -Трећа Аутоботска подфракција, посвећена спасавању. Комбинују се у Дефензора , јединог комбинатора који је савршен спој свих најбољих особина тима и самим тим најефикаснији комбинатор на обе стране све до појаве Предакинга.
  - Хотспот -Вођа Протектобота и изузетно посвећен борац који је спреман да се окрене спасавању невиних пре неголи опали на Десептиконе. Трансформише се у Мицубиши Фусо Грејт ватрогасни камион и тело Дефензора.
  - Блејдс -Најопакији борац међу Протектоботима и једини који не подноси своју улогу у тиму. Трансформише се у Бел UH-1 Хјуи спасилачки хеликоптер и десну руку Дефензора.
  - Стритвајз -Као што му име налаже, Стритвајз је члан Протектобота потпуно посвећен земаљској уличној култури. Трансформише се у Нисан 300ZX Турбо полицијски ауто и леву ногу Дефензора.
  - Грув -Најопуштенији, али обично и најусамљенији члан Протектобота. Трансформише се у мотоцикл и десну ногу Дефензора.
  - Фрстејд -Најсавеснији члан Протектобота који не подноси бол ниједног живог бића. Трансформише се у Датсун Ванет C120 амбулантни комби и леву руку Дефензора.
- Скидс -Опуштени теоретичар Аутобота. Трансформише се у Хонду Сити Турбо.
- Хотрод/Родимус Прајм -Млад и неискусан Аутобот и пријатељ Спајковог сина Данијела који је поразио Уникрона и преузео улогу вође Аутобота у трећој сезони. За разлику од Оптимуса, Родимус је новопечени вођа који нема поверења у себе да води Аутоботску армију, па команду често препушта његовој десној руци, Ултра Магнусу. Након што је заражен Пошашћу Мржње, Родимус враћа Амблем Вођства оживљеном Оптимусу и поново постаје Хотрод.
- Ултра Магнус -Као искусан и посвећен војник Аутобота, Ултра Магнус неретко преузима стварно вођство Аутобота. Са Капом служи као Родимусов ментор током треће сезоне серије. Трансформише се у исти модел камиона као и Оптимус, али да би се он разликовао од Оптимуса, бива приказан у његовом супер моду који је наоружан ракетним лансерима.
- Кап -Најстарији члан редовне поставе треће сезоне. Кап има веома велико искуство на бојном пољу, што значи да, без обзира на његове године, може да се и даље носи са Галватроновим Десептиконима. Трансформише се у кибертронички пикап.
- Арси -Једина женска чланица поставе до краја серије. Иако на први поглед изгледа безазлено, Арси има значајну улогу као опаки борац. Служи као чест партнер Данијелу (који постаје њен хедмастер партнер у "Поновном Рођењу"). Трансформише се у стилизовани кибертронички купе-кабриолет.
- Рекгар -Вођа Џанкиоњана, расе Трансформерса колониста која је колонизовала Џанкион, планету ђубрета. Џанкиоњани говоре на основу телевизијских најава, реклама и цитата из филмова и серија. Трансформише се у мотоцикл-крнтију.
- Аутбек -Члан Аутобота који ретко кад бива схваћен за озбиљно, пре свега јер себе не налази у мирнодопским условима. Трансформише се у исто возило као и Браун, само додатно наоружано топом.
- Вили -Најмлађи члан Аутобота- дете по уму и преживели са Квинтесе, где се често борио са Шартиконима. Због његове детињасте личности је главни Данијелов партнер током треће сезоне. Карактеристичан је по говору у коме се све римује налик на песму. Трансформише се у аутомобил базиран на Фијат Абарт концепту из 1956.
- Блур -Најбржи од свих Аутобота. Блуру је језик дословно бржи од мозга- наиме, он толико брзо говори да нико не може одједном да га разуме. Служи као курир и снајпериста у постави треће сезоне. Трансформише се у кибертронички лебдећи ауто.
- Аутоботски триплчејнџери -Група од тројице Аутобота која имају 2 алтернативна мода:
  - Спрингер -Самоуверен члан главне поставе, спреман да по сваку цену добије борбу у име Аутобота. Алтернативни модови: оклопни транспортер/хеликоптер
  - Сендсторм -Аутобот авантуриста који живи за узбуђење услед досаде свакодневног живота. Алтернативни модови: пустињски баги/MH-53 Пејвлоу транспортни хеликоптер
  - Бродсајд -Акрофобан и хидрофобан Аутобот који не зна шта ће са собом услед тога што су оба његова мода повезана са његовим фобијама. Повремено служи као база Аутобота. Алтернативни модови: носач авиона/млазни ловац
- Сверв -Весељак који дубоко у себи крије несигурности. Готово увек лоше нишани и често повређује и своју страну колико и Десептиконе. Трансформише се у исти модел као и Гирс.
- Тејлгејт -Аутобот који је нефокусиран и често тежи ка крајностима. Његова тенденција ка крајностима доводи до тога да преувеличава ствари. Трансформише се у исти модел аута као и Биндчарџер.
- Пајпс -Ексцентрик који је фокусиран на скупљање ствари које му западну за око. Трансформише се у исти камион као и Хафер.
- Скајлинкс -Главни транспорт Аутобота и један од подкоманданта Аутоботске армије. Познат је по свом изразитом егу. Трансформише се у две компоненте: горњи део се трансформише у шатл односно механичку птицу, док се доњи део трансформише у механичког риса.
- Метроплекс -Аутоботски Титан и главна база операције Аутобота у трећој сезони. Поред његовог главног роботског тела, издвајају се три дрона:
  - Сиксган -Метроплексови топови
  - Скампер -Ауто извиђач
  - Сламер -Тенк и Метроплексова кула

Трансформише се у Аутоботски град.
- Техноботи -Четврта подгрупа Аутобота. Познати су по својој изузетној интелигенцији. Техноботски комбиновани робот је Компјутрон , чија мана је у томе што претерано анализира, а недовољно реагује, па је зато више задужен за сложен рачун и планирање. Створио их је хиперинтелигентни Гримлок користећи Уникронове остатке.
  - Скатершот -Вођа Технобота који је увек спреман за битку. Трансформише се у свемирски брод и тело Компјутрона.
  - Стрејф -Пријатан, али претерано нервозан члан Технобота који не стаје док није сигуран да је угасио искру и последњем Десептикону. Трансформише се у ракетоплан и леву руку Компјутрона.
  - Лајтспид -Најпаметнији члан Технобота који очајава за међузвезданим пространствима и новим световима. Трансформише се у кибертронички ауто и десну ногу Компјутрона.
  - Афтербурнер -Најнестабилнији члан Технобота који је пун беса и жеље да убије. Трансформише се у кибертронички мотоцикл и десну руку Компјутрона.
  - Ноузкон -Перфекциониста тима који много више цени прецизност него брзину. Трансформише се у кибертроничку бушилицу и леву ногу Компјутрона.
- Гасоботи -Подгрупа Аутобота са изузетно брзим алтернативним модовима.
  - Чејс (Трансформерси) -Главни извиђач групе, пријатне нарави и изоштрених чула. Трансформише се у стилизовани Ферари Тестароса спортски ауто.
  - Фривеј -Шаљивџија у групи који воли да исмева друге, али не и да прими шалу на свој рачун. Трансформише се у стилизовану Шеввролет Корвету.
  - Голдбаг -видети Бамблби
  - Ролбар -Голдбагова десна рука који је веома срчан и одан у борби. Трансформише се у стилизовани Џип CJ-7.
  - Срчлајт -Шпијун међу Гасоботима, опремљен X-зрацима који му омогућавају да види у мрклом мраку. Трансформише се у стилизовани Форд RS-200.
  - Вајдлоуд -Снагатор Гасобота који је опседнут уредношћу. Трансформише се у стилизовани камион-кипер.
- Панч/Кантерпанч -Аутоботски двоструки агент међу редовима Десептикона. Трансформише се у Понтијак Фијеро.
- Таргетмастери -Група Аутобота са партнерима са Небулона који се трансформишу у њихова оружја:
  - Поинтбленк -Медијатор међу Таргетмастерима између Шуршота и Кросхерса. Трансформише се у кибертронички ауто; његов партнер, Писмејкер се трансформише у звучни топ.
  - Шуршот -Изразити егоиста Таргетмастера. Трансформише се у кибертронички баги; његов партнер, Спојлспорт се трансформише у двоцевни бластер.
  - Кросхерс -Опрезан надзорник оружаре Аутобота. Трансформише се у кибертронички теренац; његов партнер, Пинпоинтер се трансформише у двоцевни бластер.
- Хедмастери -Група Аутобота која је бинарно повезана са Небулоњанима; они формирају њихове главе.
  - Хардхед -Борац међу Хедмастерима кога спутава његова неизмерна тврдоглавост. Трансформише се у самоходну хаубицу а његов партнер је Небулоњанин Дурос.
  - Хромдоум -Интелектуалац и бивши академик који је силом прилика увучен у рат. Трансформише се у спортски ауто а његов партнер је Небулоњанин Стајлор.
  - Брејнсторм -Аутобот који је одговоран за Хедмастер технологију и проналазач у групи. Трансформише се у кибертронички ловац а његов партнер је Небулоњанин Аркана.
  - Хајбрау -Члан групе који упорно потцењује друге јер немају исти ниво знања и интелектуалности као и он. Трансформише се у кибертронички хеликоптер а његов партнер је Небулоњанин Горт.
- Аутоклонови -Двојица браће Аутобота који на први поглед изгледају идентично, али се трансформишу у различита возила.
  - Клаудрејкер -Старији Аутоклон којем страх и завист према млађем брату прави проблеме. Трансформише се у млазни ловац.
  - Фастлејн -Млађи Аутоклон који воли да чини несташлуке, услед чега је популаран међу осталим Аутоботима. Трансформише се у стилизовани драгстер ауто.
- Фортрес Максимус -Други Аутоботски Титан и један од највећих познатих Трансформерса. Каратеристичан је по томе што је једини Двојни Хедмастер.
  - Цереброс -Хедмастер компонента Тврђаве која је бинарно повезана са Спајком Витвикијем пред крај серије.
  - Ког -Комбиновани облик два дрона Тврђаве:
    - Гаскет
    - Громет

Трансформише се у 2 мода: мод града и мод свемирског брода.

### Десептикони
- Мегатрон -Немилосрдни вођа Десептикона, Император Уништења и главни антагониста серије. Иако различите подверзије Генерације 1 (стрипови и цртана серија) утврђују различито порекло Мегатрона, Мегатрон је заклети ривал Оптимусу Прајму и једини ког сматра достојним да оконча живот вођи Аутобота. Његов фузиони топ и једнако опасан енергонски буздован су оружја од којих ретко који Аутобот или Десептикон може да преживи. У филму бива реформатиран у Галватрона ; Галватронов фузиони топ је довољно снажан да разори читаву планету при пуној снази. Међутим, Галватрон је своју новодобијену моћ платио својим разумом, толико да је неретко потпуно неспособан да Десептиконе доведе до победе. Мегатрон се трансформише у Валтер П38 пиштољ; Галватрон се трансформише у самоходни топ.
- Летачи -Група Десептикона која се одликује заједничким калупом и трансформацијом у Ф-15 Игл ловац, али значајно различитим личностима.
  - Старскрим -Вођа Летача и Мегатронова десна рука. Старскриму тај положај није довољан; сматра да по сваку цену само он може да води Десептиконе и да се реши "застареле крнтије" коју за њега представља Мегатрон. Пореклом научник, Старскрим се придружио Десептиконима недуго након што је изгубио свог пријатеља Скајфајера на Земљи. Његови планови да збаци Мегатрона са власти ретко кад успевају; покушавао је различите ствари, од остављања Мегатрона на цедилу све до обнављања Комбатикона под његовом командом. Све то кулминира у филму када је Старскрим убијен на његовом крунисању од стране Галватрона; међутим, због мутације у његовој искри, Старскрим је технички бесмртан; толико је то била велика моћ да су вековима касније максималски научници покушавали да рекреирају ефекат Старскримове бесмртности без успеха.
  - Тандеркрекер -Иако је свестан да је један од најбољих десептиконских летача, Тандеркрекер није сигуран где он заправо лежи - наиме, он сматра људе симпатичним и невиним у рату који би требало бити ограничен само на Трансформерсе. Наоружан је значајно побољшаним ракетама у односу на друге летаче; поред тога, Тандеркрекер је свој надимак зарадио захваљујући контроли пробијања звучног зида. Током филма, бива реформатиран од стране Уникрона у Скурџа , помало гунђавог вођу Свипера. Као Скурџ се трансформише у летећи свемирски брод налик на ховеркрафт.
  - Скајворп -Скајворп је благо приглуп шаљивџија и Мегатронов најближи лојалиста уз Саундвејва. Наоружан личним трансворп погоном који омогућава телепортацију, Скајворп га чешће користи да би изводио смицалице неголи да се озбиљно бори. И поред тога, Скајворп има своје место уз Мегатрона управо захваљујући његовој лојалности. Услед познате грешке у филму, није очигледно да ли је Скајворп или Бомбшел реформатиран у Циклона , Галватронову десну руку и правог вођу Десептикона у време Галватроновог лудила. Обично се сматра да је Скајворп постао Циклон, а да је Бомбшел постао један од чланова Циклонове армаде. Као Циклон се трансформише у кибертронички млазњак.
  - Купоглави -Тројац Летача који у моду робота носе носове авиона као купасте капе на глави. Сви купоглави имају део ловца модификованим у односу на стандардни Ф-15.
    - Рамџет -Купоглави Летач опремљен да издржи сударе; често има тенденције врло сличне или чак и исте као и Старскрим услед његовог комплекса супериорности. Рамџет има модификована крила.
    - Дирџ -Купоглави Летач који манипулише страхом, али који је, иронично, велика кукавица и противник рата. Дирџ има модификована закрилца - канард типа у односу на стандардни реп Ф-15.
    - Траст -Купоглави Летач који је изузетно брбљив, али генерално није најбољи борац. Траст има најдрастичније одступање од стандардног Ф-15 ловца: он се трансформише у фиктивну варијанту са ВТОЛ потиском и потпуно измењеним репом.
- Саундвејв -Десептиконски официр за комуникацију и један од најближих сарадника Мегатрона. Готово потпуно без емоција, Саундвејв говори монотоним гласом који је изразито модулисан. Трансформише се у касетофон који може да избаци његову групу Миникона-]] Касетиконе]] :
  - Ласербик -Саундвејвов шпијун који се трансформише из касете у роботског кондора.
  - Ревиџ -Саундвејвов главни нападач. Ревиџ је познат по својој лојалности Мегатрону. Ревиџ је такође једини члан оригиналне поставе који је преживео све до ере Зверских ратова, када је коначно убијен од стране Максималске екипе на праисторијској Земљи. Трансформише се у роботског јагуара.
  - Рамбл -Једна од две Саундвејвове касете која говори заједно са његовим братом Френзијем. Рамбл је задужен да разара тло помоћу двојних сеизмичких чекића. Услед анимационе грешке, у серијалу је Рамбл обојен плавом бојом док је Френзи обојен црвеном бојом; играчке су им обојене обрнуто. Ово до дан данас изазива дебату ко је заправо ко. Трансформише се у хуманоидног робота као и његов брат.
  - Френзи -Дели исти калуп као и Рамбл у црвеној (односно плавој боји). Френзи манипулише звучним таласима који утичу на психу. Трансформише се у хуманоидног робота као и Рамбл.
  - Базсо -Дели калуп са Ласербиком и има исту улогу као и Ласербик.
  - Аутоизвиђач -Дроновска даљинска касета која се користи у случају да је ситуација преопасна за Саундвејва и остале касете.
  - Ретбет -Ласербикова замена у трећој сезони серије. Трансформише се у роботског слепог миша.
- Шоквејв -Командант десептиконске армије на Кибертрону. Шоквејв је потпуно посвећен логици- толико да логика понекад има виши приоритет него сам Мегатрон. То не значи да Шоквејв није лојалан Десептиконском циљу. Трансформише се у кибертронички топ.
- Рефлектор -Први комбинатор у серији који се састоји од три робота са заједничком психом. Главна улога је прикупљање информација; сва тројица се трансформишу у једну камеру.
  - Вјуфајндер
  - Спектро
  - Спајглас
- Инсектикони -Тројац Трансформерса који се трансформишу у инсектоидне звериње модове. Могу да се хране органском храном и брзо клонирају и да на тај начин начине армију Инсектиклонова . У филму су сви реформатирани у Свипере сем Бомбшела, чија је судбина несигурна.
  - Шрапнел -Инсектикон који контролише електрицитет. Говори карактеристично тако што понавља крај реченице (Пример: Ово је пробна реченица реченица). Трансформише се у роботског јеленка.
  - Бомбшел -Инсектикон који контролише ум жртве помоћу његових цереброљуски. Као и за Скајворпа, не зна се ко је постао Циклон, а ко члан његове армаде. Већина сматра да је Бомбшел постао члан армаде, а Скајворп Циклон. Трансформише се у роботску бубу носорог.
  - Кикбек -Инсектикон који је познат као преварант и манипулатор. Контролише моћ суперскока захваљујући појачаним задњим ногама. Трансформише се у роботског скакавца.
- Конструктикони -Први комбинаторски тим који је сачињен од појединачних робота. Комбиновани мод Конструктикона је Девастатор , чији је проблем константно неслагање његових компоненти, што резултира у налетима уништења.
  - Скрапер -Сталожени вођа Конструктикона и њихов главни архитекта. Трансформише се у утоваривач и десну ногу Девастатора.
  - Хук -Скраперова десна рука и самоуверени инжењер тима. Трансформише се у кран и горњи део тела Девастатора.
  - Миксмастер -Хемичар тима који је задужен за справљање различитих мешавина у складу са ситуацијом. Трансформише се у камион мешалицу и леву ногу Девастатора.
  - Скавенџер -Члан задужен за скупљање материјала који пати од ниског самопоуздања. Трансформише се у багер кашикар и десну руку Девастатора.
  - Боункрашер -Члан тима који је задужен за разарање. Трансформише се у булдожер и леву руку Девастатора.
  - Лонгхол -Члан тима задужен за рад. Трансформише се у камион кипер и доњи део тела Девастатора.
- Десептиконски триплчејнџери -Тројац Десептикона са 2 алтернативна мода:
  - Блицвинг -Члан триплчејнџера коме је главни приоритет рат и убијање Аутобота. Сумњичав је према Квинтесонима јер је пореклом један од њихових Оверчарџ дронова који је примио искру. Алтернативни модови: МиГ25 стратешки ловац/Тип 74 бојни тенк
  - Астротрејн -Члан триплчејнџера задужен за конфузију, главни десептиконски транспорт и командант Астродронова. Алтернативни модови: Спејс шатл/ JNR D51 парна локомотива
  - Октејн -Члан триплчејнџера који је превртљиви лажов и преварант. Алтернативни модови: камион цистерна/Боинг 767 путнички млазњак
- Стантикони -Група Десептикона која жели да влада свим путевима Земље. Стантиконски комбиновани робот је Менасор , чија је главна слабост изузетна ментална нестабилност карактеризована тиковима и некоординисаним покретима.
  - Мотормастер -Хладнокрвни вођа Стантикона и самопроглашени "Краљ Путева". Трансформише се у камион-полуприколичар и тело Менасора.
  - Дрегстрип -Члан Стантикона који верује у победу по сваку цену. Трансформише се у Формулу 1 са 6 точкова и десну руку Менасора.
  - Деденд -Члан Стантикона који је вечити меланхолик и песимиста. Трансформише се у Порше 928 и леву руку Менасора.
  - Вајлдрајдер -Члан Стантикона чије лудило највише утиче на тим, услед чега ужива у разарању. Трансформише се у Ферари 308 GTB и леву ногу Менасора.
  - Брејкдаун -Члан Стантикона који је изузетно параноичан. Трансформише се у Ламборгини Кунташ и десну ногу Менасора.
- Комбатикони -Група Десептикона која се трансформише у војна возила. Обновљени су од стране Старскрима у покушају да збаци Мегатрона пре него што их је Мегатрон репрограмирао да буду лојални само њему. Комбатиконски комбиновани робот је Брутикус , чији је главни проблем ниска интелигенција.
  - Онслот -Вођа Комбатикона и њихов тактичар. Трансформише се у противавионски камион и тело Брутикуса.
  - Брол -Члан Комбатикона кога карактерише изразити бес. Трансформише се у L1A3 Леопард тенк и леву ногу Брутикуса.
  - Бластоф -Члан Комбатикона који је изражени егоманијак. Трансформише се у спејс шатл и десну руку Брутикуса.
  - Свиндл -Члан Комбатикона заслужен за оружје који је велики опортуниста и трговац. Трансформише се у FMC XR311 бојни ауто и десну ногу Брутикуса.
  - Вортекс -Члан Комбатикона који није сасвим стабилан у свом процесору. Трансформише се у Каман SH-2 Сиспрајт хеликоптер и леву руку Брутикуса.
- Предакони -Група Десептикона која се трансформише у роботске звери и која, за разлику од осталих подгрупа, може да се комбинује у Предакинга , првог савршеног Десептиконског комбинатора и најснажнијег комбинованог робота у серији. Ова подгрупа се временом одцепила од Десептикона и прерасла у засебну факцију која је имала значајну улогу у оснивању Предакона из зверске ере.
  - Рејзоркло -Частан вођа Предакона који цени доброг противника. Трансформише се у роботског лава и тело Предакинга.
  - Дајвбомб -Вечито добро расположен заменик команданта Предакона. Трансформише се у роботског орла и леву руку Предакинга.
  - Хедстронг -Тврдоглави члан Предакона који не одустаје до краја. Трансформише се у роботског носорога и леву ногу Предакинга.
  - Ремпиџ -Члан Предакона који врло лако бива занесен својим бесом. Трансформише се у роботског тигра и десну руку Предакинга.
  - Тантрум -Члан Предакона који јуриша у борбу без имало стрпљења. Трансформише се у роботског бивола и десну ногу Предакинга.
- Триптикон -Заклети непријатељ Метроплекса и главна Десептиконска база у трећој сезони серије.
  - Вајпаут -Главни Триптиконов дрон који је задужен за извиђање.
  - Фултилт -Дрон који се трансформише у грудну плочу бојног мода Триптикона; такође је задужен за извиђање.
  - Брант -Дрон тенк који се трансформише у Триптиконове куле у моду града.

Триптикон се трансформише из роботског тираносауруса (који му служи као мод робота) у мод града.
- Бетлчарџери -Двојац Десептикона који може изузетно брзо да се трансформише.
  - Ранабаут -Не претерано паметан, али ментално стабилнији и бржи члан двојца. Трансформише се у Лотус Еспри Турбо.
  - Ранамок -Ментално нестабилан Бетлчарџер који може да лети на кратке даљине захваљујући ракетним бустерима. Трансформише се у Понтијак Фајерберд Трансам.
- Тероркони -Група Десептикона са зверињим модовима која се ослања на свој животињски инстинкт и могућност да своју релативну глупост надјачају комбинацијом у Абоминуса .
  - Хангор -Вођа Тероркона који је изузетно алав и прождрљив. Трансформише се у двоглавог змаја и тело Абоминуса.
  - Риперснапер -Члан Тероркона који је опседнут потребом да свима покаже како су инфериорни. Трансформише се у "копнену ајкулу" (ајкулу са ногама и рукама) и леву руку Абоминуса.
  - Блот -Члан Тероркона који је познат по свом недостатку хигијене и смраду који шири. Трансформише се у "огра" са мајмунским телом и главом кртице и десну руку Абоминуса.
  - Синертвин -Члан Тероркона који користи свој инстинкт у лову на Аутоботе. Трансформише се у двоглавог змаја и леву ногу Абоминуса.
  - Каттроут -Члан Тероркона који је изразито крвожедан. Трансформише се у монструма налик на сокола и десну ногу Абоминуса.

## Списак епизода
| Број епизоде | Име епизоде | Прво емитовање      | Продукциони број епизоде |
| ------------ | ----------- | ------------------- | ------------------------ |
| 01.          |             | 17. септембар 1984. | 01.                      |
| 02.          |             | 18. септембар 1984. | 02.                      |
| 03.          |             | 19. септембар 1984. | 03.                      |
| 04.          |             | 6. октобар 1984.    | 700-01                   |
| 05.          |             | 13. октобар 1984.   | 700-02                   |
| 06.          |             | 20. октобар 1984.   | 700-03                   |
| 07.          |             | 27. октобар 1984.   | 700-05                   |
| 08.          |             | 3. новембар 1984.   | 700-08                   |
| 09.          |             | 10. новембар 1984.  | 700-09                   |
| 10.          |             | 17. новембар 1984.  | 700-10                   |
| 11.          |             | 24. новембар 1984.  | 700-07                   |
| 12.          |             | 1. децембар 1984.   | 700-11                   |
| 13.          |             | 8. децембар 1984.   | 700-04                   |
| 14.          |             | 15. децембар 1984.  | 700-13                   |
| 15.          |             | 22. децембар 1984.  | 700-06                   |
| 16.          |             | 29. децембар 1984.  | 700-12                   |
| 17.          |             | 23. септембар 1985. | 700-16                   |
| 18.          |             | 24. септембар 1985. | 700-21                   |
| 19.          |             | 25. септембар 1985. | 700-29                   |
| 20.          |             | 26. септембар 1985. | 700-30                   |
| 21.          |             | 27. септембар 1985. | 700-20                   |
| 22.          |             | 30. септембар 1985. | 700-20                   |
| 23.          |             | 1. октобар 1985.    | 700-17                   |
| 24.          |             | 2. октобар 1985.    | 700-26                   |
| 25.          |             | 3. октобар 1985.    | 700-23                   |
| 26.          |             | 4. октобар 1985.    | 700-19                   |
| 27.          |             | 7. октобар 1985.    | 700-33                   |
| 28.          |             | 8. октобар 1985.    | 700-31                   |
| 29.          |             | 9. октобар 1985.    | 700-28                   |
| 30.          |             | 10. октобар 1985.   | 700-24                   |
| 31.          |             | 14. октобар 1985.   | 700-34                   |
| 32.          |             | 15. октобар 1985.   | 700-35                   |
| 33.          |             | 16. октобар 1985.   | 700-32                   |
| 34.          |             | 17. октобар 1985.   | 700-18                   |
| 35.          |             | 21. октобар 1985.   | 700-36                   |
| 36.          |             | 22. октобар 1985.   | 700-37                   |
| 37.          |             | 23. октобар 1985.   | 700-38                   |
| 38.          |             | 24. октобар 1985.   | 700-39                   |
| 39.          |             | 28. октобар 1985.   | 700-41                   |
| 40.          |             | 29. октобар 1985.   | 700-27                   |
| 41.          |             | 30. октобар 1985.   | 700-42                   |
| 42.          |             | 31. октобар 1985.   | 700-22                   |
| 43.          |             | 4. новембар 1985.   | 700-40                   |
| 44.          |             | 5. новембар 1985.   | 700-44                   |
| 45.          |             | 6. новембар 1985.   | 700-45                   |
| 46.          |             | 7. новембар 1985.   | 700-43                   |
| 47.          |             | 11. новембар 1985.  | 700-46                   |
| 48.          |             | 12. новембар 1985.  | 700-52                   |
| 49.          |             | 13. новембар 1985.  | 700-51                   |
| 50.          |             | 14. новембар 1985.  | 700-50                   |
| 51.          |             | 18. новембар 1985.  | 700-53                   |
| 52.          |             | 19. новембар 1985.  | 700-49                   |
| 53.          |             | 20. новембар 1985.  | 700-48                   |
| 54.          |             | 21. новембар 1985.  | 700-54                   |
| 55.          |             | 25. новембар 1985.  | 700-55                   |
| 56.          |             | 26. новембар 1985.  | 700-56                   |
| 57.          |             | 10. децембар 1985.  | 700-57                   |
| 58.          |             | 16. децембар 1985.  | 700-63                   |
| 59.          |             | 23. децембар 1985.  | 700-59                   |
| 60.          |             | 25. децембар 1985.  | 700-58                   |
| 61.          |             | 26. децембар 1985.  | 700-60                   |
| 62.          |             | 27. децембар 1985.  | 700-47                   |
| 63.          |             | 7. јануар 1986.     | 700-61                   |
| 64.          |             | 8. јануар 1985.     | 700-62                   |
| 65.          |             | 9. јануар 1985.     | 700-64                   |
| филм         |             | 8. август 1986.     | М-1                      |
| 66.          |             | 15. септембар 1986. | 700-86                   |
| 67.          |             | 16. септембар 1986. | 700-87                   |
| 68.          |             | 17. септембар 1986. | 700-88                   |
| 69.          |             | 18. септембар 1986. | 700-89                   |
| 70.          |             | 19. септембар 1986. | 700-90                   |
| 71.          |             | 29. септембар 1986. | 700-91                   |
| 71.          |             | 30. септембар 1986. | 700-92                   |
| 73.          |             | 1. октобар 1986.    | 700-93                   |
| 74.          |             | 2. октобар 1986.    | 700-95                   |
| 75.          |             | 6. октобар 1986.    | 700-96                   |
| 76.          |             | 8. октобар 1986.    | 700-94                   |
| 77.          |             | 9. октобар 1986.    | 700-97                   |
| 78.          |             | 13. октобар 1986.   | 700-98                   |
| 79.          |             | 14. октобар 1986.   | 700-102                  |
| 80.          |             | 15. октобар 1986.   | 700-106                  |
| 81.          |             | 20. октобар 1986.   | 700-101                  |
| 82.          |             | 21. октобар 1986.   | 700-100                  |
| 83.          |             | 30. октобар 1986.   | 700-107                  |
| 84.          |             | 31. октобар 1986.   | 700-99                   |
| 85.          |             | 10. новембар 1986.  | 700-104                  |
| 86.          |             | 11. новембар 1986.  | 700-103                  |
| 87.          |             | 12. новембар 1986.  | 700-105                  |
| 88.          |             | 13. новембар 1986.  | 700-108                  |
| 89.          |             | 14. новембар 1986.  | 700-110                  |
| 90.          |             | 17. новембар 1986.  | 700-109                  |
| 91.          |             | 18. новембар 1986.  | 700-112                  |
| 92.          |             | 19. новембар 1986.  | 700-114                  |
| 93.          |             | 20. новембар 1986.  | 700-113                  |
| 94.          |             | 24. фебруар 1987.   | 700-115                  |
| 95.          |             | 25. фебруар 1987.   | 700-116                  |
| 96.          |             | 9. новембар 1987.   | 6701-03                  |
| 97.          |             | 10. новембар 1987.  | 6701-02                  |
| 98.          |             | 11. новембар 1987.  | 6701-03                  |

- Епизода The Five Faces of Darkness (1) ("Пет Лица Таме, 1. део", прим. прев.) је у себе укључивала делове филма који су били много боље анимирани. Такође су поново урађене реченице које су говорили глумци који су се појављивали само у филму.
- Епизода The Immobilizer ("Имобилизатор") је вероватно раније била емитована него што би требало судећи по продукционом броју епизоде, вероватно да би се представио лик Карли Витвики.
- Епизоде Dinobot Island Part 1 & 2 ("Отрво Динобота") је вероватно раније биле емитоване него што би требало судећи по продукционом броју епизода, вероватно да би се представили многи нови ликове из друге сезоне.
- Епизоде The Ultimate Doom ("Судњи Дан") су емитоване раније него што је требало јер се надовезују на Fire in the Sky ("Ватра на небу"), Fire on the Mountain ("Ватрена планета sic. и War of Dinobots ("Рат Динобота").
- Епизода Starscream's Ghost ("Старскримов Дух") је емитована пре Thief in the Night("Крађа у ноћи" прим. прев.) и Fight or Flee ("Бори се или Бежи"), иако се одвија након догађаја из ових епизода, а одмах након ње је емитована Thief in the Night ("Крађа у ноћи"), која би требало да се надовезује на Fight or Flee("Бори се или бежи").
- Епизодама Nightmare Planet("Планета кошмара") и The Ultimate Weapon("Ултимативно оружје") је замењен редослед на неким ТВ станицама.
- Епизода Dark Awakening ("Тамно буђење") је са измењеним крајем емитована 23. фебруара 1987; првобитно се завршавала са реченицом којом се Родимус Прајм заувек опрашта од Оптимуса Прајма, а у измењеној наратор најављује повратак Оптимуса Прајма у следећој епизоди  ("Повратак Оптимуса Прајма").
- Епизоде The Return of Optimus Prime 1& 2 ("Повратак Оптимуса Прајма") су емитоване тек у фебруару да би се аниматорима дало времена да их заврше.
- Неке станице су престале са емитовањем Трансформерса након The Return of Optimus Prime 2 ("Повратка Оптимуса Прајма, 2. део").
- Током 1988. и 1989. неке епизоде су репризиране недељно. Уводне и одјавне шпице су избачене, а епизоде је најављивала и приповедала лутка Оптимуса Прајма у његовом супер-моду. Прајм би причао приче дечаку по имену Томи Кенеди и понекад би спомињао остале ликове из пете године линије играчака. Филм Трансформерс је емитован из пет делова; пети део је укључивао и спот песме The Touch.

## Генерација 1 на РТБ
Тадашња РТБ откупила је први и други серијал Трансформеса која је емитована посредством ЈРТ на територију читаве Југославије. У сопственој продукцији извршила обраду звука и синхронизацију. За разлику од америчке верзију наша синхронизација је имала свега пет глумаца . Интересантно је то што је серијал (из непознатог разлога) започео од четврте епизоде Путовање у Заборав а завршила са епизодом Синдром Инсектикона (вероватно због санкција 1991.).
- Љубиша Бачић - Браун, Праул, Ајронхајд, Старскрим, Бамблби, Спаркплаг, Кикбек, Инферно...
- Мирослав Бијелић- Телетран I, Саундвејв, Клифџампер, Бомбшел, Хаунд, Слаџ
- Нада Блам- Спајк, Сајдсвајп, Вилџек, Слаг, Речет
- Властимир Ђуза Стојиљковић- наратор, Оптимус Прајм, Вилџек (у одсуству Наде Блам), Шоквејв, Тандеркрекер, Скајфајер, Гирс...
- Никола Симић- глас са уводне и одјавне шпице, Мегатрон, Џез, Спајк (у одсуству Наде Блам), Блустрик, Гримлок...

У неким епизодама глумци су мењали ликове којима су позајмљивали гласове.

## Утицај
Оригинална серија, као и стрипови, је била огроман маркетиншки успех. Успех ове серије је довео до стварања нових серијала о Трансформерсима, мало или уопште невезане за првобитну серију. Рачунајући и јапанске Трансформерс серијале, укупно је продуцирано више од 500 епизода. Снимљена су и два дугометражна играна филма.

## Контроверзе

### Оптимус Прајм
Лик Оптимуса Прајма је убијен током дугометражног филма (између 2. и 3. сезоне), изазвавши бес родитеља који су мислили да смрт лика неповољно утиче на децу. Као резултат приговора, писци су вратили Оптимуса Прајма у епизоди Dark Awakening ("Тамно Буђење", прим. прев.) и за стално у епизоди  ("Повратак Оптимуса Прајма").

### "Карбомбија" и оптужбе за расизам
У епизоди  ("Пет Лица Таме, 1. део") је уведен лик Абдула Факадија као: „врховног војног диктатора, краља над краљевима и доживотног председника Социјалистичке Демократске Федеративне Републике Карбомбије. Ово је било очигледна поигравање са тадашњим тензијама између САД и Либије. Факадијево име је скоро анаграм од имена либијског председника Моамера ел Гадафија. Према гласинама, глумац Кејси Касем, који је давао глас Клифџамперу и Телетрану 1 и који је био либанског порекла, се успротивио пародији и напустио серију када она није уклоњена из епизоде. Клифџампер, иако је преживео филм, је избачен из те епизоде и из даљих епизода серије, а Телетран 1 је уништен у епизоди  ("Пет Лица Таме, 5. део") .